# Bedmonton
Bedmonton est un village du Kent, en Angleterre.